# Тулюшка (село)
Ту́люшка — село в Куйтунском районе Иркутской области России. Входит в состав Тулюшского сельского поселения.

## География
Посёлок находится на расстоянии 35 км к северо-западу от рабочего посёлка Куйтун, административного центра района.

## Население
| 2002 | 2010 | 2011 | 2012 |
| ---- | ---- | ---- | ---- |
| 364  | ↘311 | ↘309 | ↘274 |

### Национальный состав
По данным Всероссийской переписи, в 2010 году в селе проживало 311 человек (147 мужчин и 164 женщины).

## Улицы
- ул. Калинина,
- ул. Карла Маркса,
- ул. Ленина.